# Hugues-Bernard Maret
Hugues-Bernard Maret, I duca di Bassano (Digione, 22 luglio 1763 – Parigi, 13 maggio 1839), è stato un politico e diplomatico francese, pari di Francia, membro dell'Académie française, ambasciatore e segretario di Stato sotto Napoleone Bonaparte.

## Biografia
Figlio di Ugo Maret, medico a Digione, fu avvocato al parlamento di Borgogna e successivamente, affascinato dalla Rivoluzione, seguì a Parigi i dibattiti dell'Assemblea costituente, sui quali pubblicò un riassunto con il nome Bollettino dell'assemblea, inserito ne Le Moniteur Universel. Giacobino della prima ora, fu uno dei fondatori del Club dei Foglianti e protetto dall'allora ministro degli esteri Lebrun-Tondu, fu inviato in missione a Londra e nel luglio del 1793 a Napoli. Tuttavia, nell'attraversare l'Italia per raggiungere la sua nuova sede diplomatica, fu preso prigioniero dagli austriaci presso Novate Mezzola insieme a Charles-Louis Huguet de Sémonville. Dopo un periodo di dura cattività, i due furono liberati, nel 1795, in cambio di Maria Teresa Carlotta di Francia, figlia di Luigi XVI. Nominato negoziatore con l'Inghilterra a Lilla, fu poi messo da parte fino al ritorno del Bonaparte dalla Campagna d'Egitto.
Nel 1803 fu eletto all'Accademia di Francia ove occupò il dodicesimo seggio succedendo a Gianfrancesco di Saint-Lambert.
Nominato segretario di Stato sotto il consolato, Napoleone lo fece conte dell'Impero il 3 maggio 1809, puoi duca di Bassano il 15 agosto dello stesso anno. Nel 1811 fu chiamato a sostituire lo Champagny, duca di Cadore, già fedelissimo di Talleyrand, come ministro degli Affari esteri, carica che ricoprì fino al 1813.
Nel 1816 fu escluso dall'accademia lasciando il posto a Giuseppe Enrico Gioacchino Lainé, ma nel 1829, dopo la riammissione di altri due accademici precedentemente esclusi, gli fu proposto di richiederne nuovamente l'ammissione ma egli rifiutò.
Il 19 novembre 1831 fu creato Pari di Francia nell'infornata di trentasei pari a vita destinati a permettere alla Camera l'abolizione dell'ereditarietà del titolo.
Nel 1832 fu eletto membro dell'Accademia delle Scienze Morali e politiche. Nel 1834 fu per pochi giorni presidente del consiglio dei ministri sotto la Monarchia di Luglio.

## Matrimonio
Sposò, il 21 maggio 1801 a Digione, Maria Maddalena Lejeas (26 marzo 1780-21 marzo 1827), figlia di Martin Lejéas-Carpentier e dama di compagnia delle imperatrici Giuseppina e Maria Luisa. Ebbero quattro figli:
- Napoléon Maret (1803-1898);
- Eugène, conte (o marchese) di Bassano (1806-1867), sposò Caroline d'Aiguillon, non ebbero figli;
- Marie Louise (23 agosto 1810-10 febbraio 1845), sposò Ernest Lejéas, ebbero figli;
- Hortense Eugénie Claire (1812-15 dicembre 1882), sposò Francis Baring, III barone Ashburton, ebbero figli.